# Öckerö Rederi AB
Öckerö Rederi AB är ett kommunalt aktiebolag ägt av Öckerö kommun som bedriver rederiverksamhet. Företaget ansvarar för kommunens skolfartyg T/S Gunilla, gods- och passagerartrafik till öar utan fast förbindelse samt underhåll av färjelägen. På uppdrag av Västtrafik kör rederiet färjetrafik till öarna Björkö, Kalvsund och Grötö från huvudön Öckerö (linje 296).

## Fartyg
- T/S Gunilla, byggd 1940 vid Oskarshamns Varv, skolfartyg som används av eleverna vid Öckerö Gymnasieskola. [3]
- M/S Burö, byggd 1985 vid Lunde Varv och Verkstad i Ramvik. Trafikerar linje 296 för Västtrafik. Under 2024 byggdes färjan om till eldrift. [4][5]
- M/S Polstiernan, byggd 1969 som Nordö I vid Åsiverken i Åmål. Används för frakttrafik till öarna som inte trafikeras av Trafikverkets färjerederi. [6]